# Bankend (Saskatchewan)
Bankend es una aldea en la parte central de Saskatchewan, Canadá. Otros pueblos en el área incluyen: Foam Lake, Ituna, Leslie, Wishart, West Bend y Leross. Bankend se localiza entre Touchwood Hills y Beaver Hills. Bankend fue una floreciente comunidad agrícola hasta 1928, cuando la Carretera 35 de Saskatchewan fue construida y se edificaron cuatro elevadores de granos.

## Transporte
Bankend se localiza en la carretera 35 cerca de la instersección entre la carretera 35 y la 743.

## Demografía
La población de Bankend es contada dentro del sector rural municipal Emerald No. 277.

## Personas destacadas
- A.J. McPhail nacido en Bankend, se convierte en el primer presidente de Saskatchewan Wheat Pool, una compañía de cultivo de granos.[4]
- Henry Dayday, Alcalde de Saskatoon, nació cerca de Bankend.[5]

## Educación
- La Escuela CRESSWELL SD#2074, que cuenta solamente con un aula, se localiza cerca de Bankend, SK.[6]

## Estadísticas
- Dominion Land Survey (Estadística de Dominio de Tierras) 13-29-14-W2
- Zona Horaria (Este) UTC-6